# Zay Károly
Csömöri gróf Zay Károly Miksa (Sopron, 1797. február 12. – Bucsány, 1871. október 8.) gróf, szabadelvű politikus, császári és királyi kamarás, evangélikus egyházi főfelügyelő.

## Élete
Gróf zayugróczi Zay Imre felkelő alezredes és báró kisbiróczi Calisch Mária Erzsébet fiaként született.
Az 1825. évi országgyűléstől kezdve minden alkalommal ott volt a főrangú ellenzék soraiban. A küzdelemben, melyet gróf Széchenyi István indított meg, mellette volt Zay is. Midőn Széchenyi később konzervatívabb irányban haladt, ellenfelek lettek és 1844. október 1-jén kemény összeütközés keletkezett közöttük a zsidó emancipáció kérdésében és Zay már ekkor erősen sürgette a zsidók honpolgári jogosultságát. Szabadelvű eszméinek érdekében szóval és újságcikkekkel küzdött. Tekintélye igen nagy volt az országgyűlés előtt, aminek jele az is, hogy az 1847. évi nádorválasztásnál a négy jelölt egyike ő volt. Nyilvános hivatalt nem fogadott el, csak az evangélikus egyháznál viselte 1840-től a főfelügyelőséget.
Neve a szlovákok körében végzett magyarosítási törekvésekkel is összeforrt. Hozzá fűződik Ľudovít Štúr elmozdítása a pozsonyi líceum szlovák tanszékének éléről.
Cikkei a Pesti Hírlapban (1841. 21. sz. Néhány szó a Pesten felállítandó ref. főiskola ügyében, 36. sz. Általános nézetek Zalamegyének a vegyes házasságokbani felírása ügyében); az Uj Magyar Múzeumban (lV. 1854. Historiai forgácsok, V. 1855. A Garai-Zay-ház nemzékrende); a Honban (1865. 223. sz. Egy pár szó a napi kérdéseinkhez); a Vasárnapi Ujságban (1866.); az Athenaeum Nagy Naptárában (1872. Zay-Ugróczi régi vár Trencsénben) jelentek meg. Lója Károly név alatt cikkeket írt a Hazánk s a Külföldbe.

### Családja

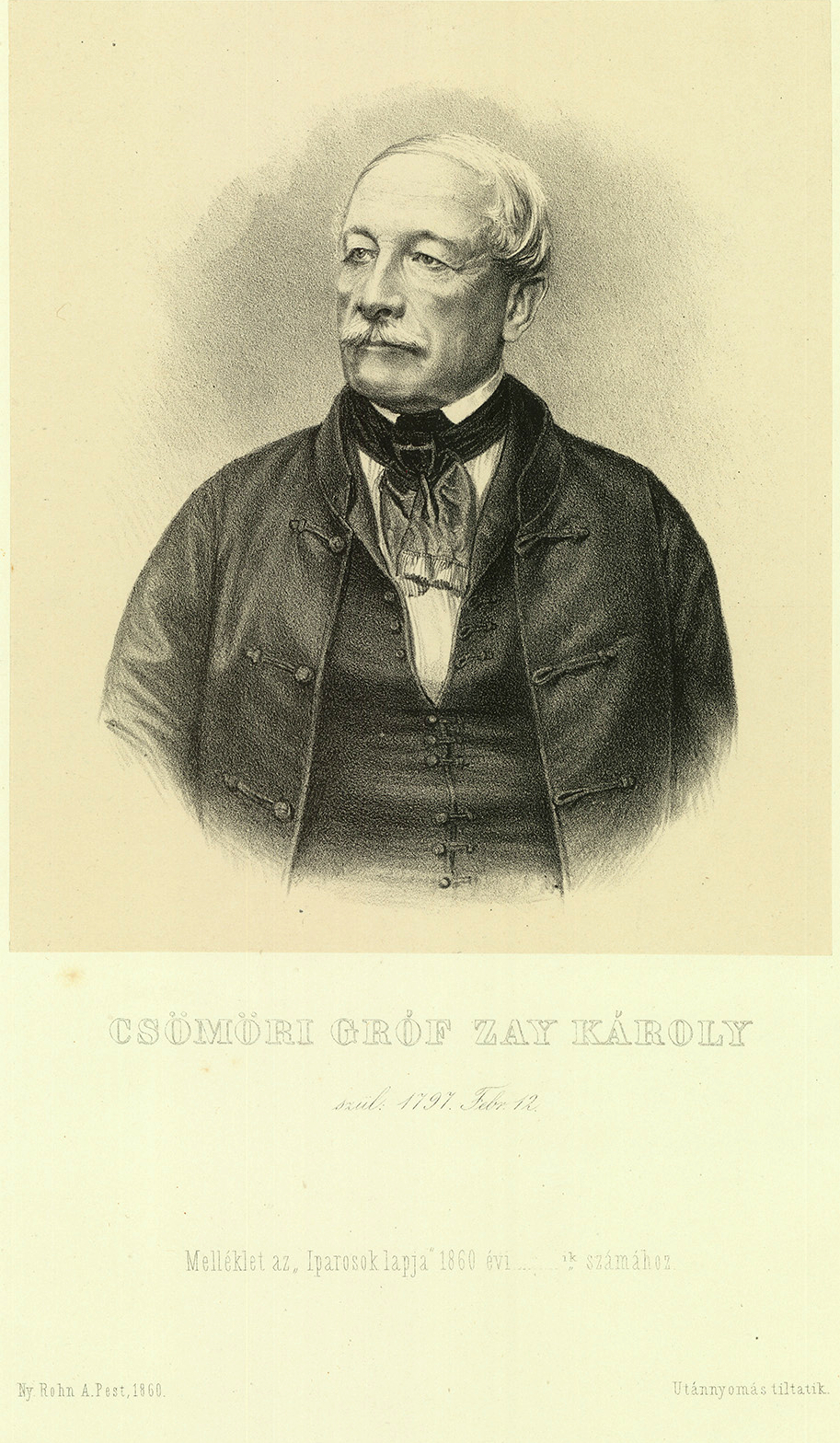
Zay Károly (1860)

Kétszer nősült, de gyermekei mind első feleségétől születtek. Első neje tóthprónai és blathniczai báró Prónay Sarolta (1803–1852) volt, akinek halála után néhány évvel, 1857-ben ismét megnősült, ekkor karancsberényi gróf Berényi Lujzát (1831–1913) vette feleségül, aki 34 évvel volt fiatalabb nála.
Gyermekei:
- Lajos Sándor (1821–1888); első neje: karancsberényi gróf Berényi Mária Lujza (1824–1859); második neje: Kolowrat-Krakowski Mária grófnő (1825–1915)
- Albert Károly (1825–1904) huszárszázados, politikus; első neje: Dubovszky Emília (1839–1894); második neje: Megyery Erzsébet
- Sándor (1827–1828)
- Ferenc (1829–1876)
- Eleonóra (1831–1917); első férje: Achilles von Danckelmann báró (1821–1858); második férje: Karl von Grävenitz gróf (1826–1905)
- György (1835–1880)

## Munkái
- Az uniói alválasztmánynak a magyarországi két protestáns felekezet egyesítése módjáról és eszközeiről. Pozsony, 1840.
- Rede gehalten zu Pest am 10. Sept. 1840. bei der feierlichen Einführung desselben als General-Inspector sämmtlicher ev. Kirchen und Schulen A. C. im Königreich Ungarn. Aus dem Magyarischen übersetzt. Hely és év n.
- Schreiben des General-Inspectors der evang. Kirchen und Schulen Augsb. Conf. in Ungarn, an die Professoren zu Leutschau. Leipzig, 1841.
- Das Buch gehört dem Vaterlande. Leipzig, 1845. (Névtelenül.)
- Die Ungarische Frage im wahren Lichte. Wien, 1864.

Munkáit Adamis Károly szlovákra fordította és kiadta.